# Haasea germanica
Haasea germanica ist eine Art der zu den Doppelfüßern gehörenden Samenfüßer und in den deutsch-tschechisch-österreichischen Mittelgebirgen verbreitet.

## Merkmale
Die Körperlänge beträgt 6–10 mm. Die Färbung des Körpers ist hellbraun bis gelblich-weißlich. Der Körper besteht aus 28 Körperringen mit kleinen Seitenbuckeln, insgesamt wirkt er relativ glatt und wurmartig. Die Borsten sind mindestens so lang wie ein halber Körperring und „wirr“ (im Gegensatz zu den „gekämmten“ Borsten bei Mastigophorophyllon saxonicum, Mastigona bosniensis oder Haploporatia eremita). Am Kopf befinden sich 12–13 Ommatidien je Seite. Von der sehr ähnlichen Art Haasea flavescens unterscheidet sich H. germanica vor allem durch die Anzahl der Körperringe. H. flavescens besitzt adult 30 Körperringe. Zudem weist der Keratit der Gonopoden von H. flavescens viele kleine Zähne auf, bei H. germanica sind es wenige große Zähne.
Die Jugendstadien von Haasea ähneln denen von Craspedosoma und Mastigona, bei Mastigona befindet sich auf dem Rücken jedoch ein heller Längsstreifen, der den anderen Gattungen fehlt.

## Verbreitung
Haasea germanica ist aus den Ländern Deutschland, Österreich und Tschechien bekannt. In Deutschland befindet sich die Nordwestgrenze des Verbreitungsgebiets.
In Deutschland lebt die Art in der südlichen Hälfte Thüringens (Thüringer Wald), wurde hier im 21. Jahrhundert aber nicht mehr nachgewiesen. Das Gleiche gilt auch für den Südosten Sachsens, wo die Art aus dem Nationalpark Sächsische Schweiz im Elbsandsteingebirge bekannt ist und für den Nordosten Bayerns, wo es Nachweise aus dem Frankenwald, Fichtelgebirge, der Fränkischen Schweiz und dem Naturpark Nördlicher Oberpfälzer Wald gibt. Auch im Süden bis Südosten Bayerns kommt die Art vor, hier auch mit Nachweisen aus dem 21. Jahrhundert. Hier lebt die Art vor allem im Bayerischen Wald und angrenzenden Gebieten in Niederbayern nördlich der Donau. Außerdem gibt es einen Fundort nördlich von München und einen südlich von Garmisch-Partenkirchen. In Österreich ist die Art aus Oberösterreich bekannt, in Tschechien kommt sie neben den Grenzgebieten auch weiter im Landesinneren vor.
H. germanica stammt von einer Alpenart (möglicherweise Haasea flavescens) ab, die sich beim Vordringen der Gletscher bis ins Mittelgebirge ausbreitete und beim späteren Zurückweichen eine Teilpopulation zurückließ, die sich während längerer Warmzeiten (Interglaziale) zu einer eigenen Art entwickelte. H. germanica ist ein seltener Endemit der deutsch-tschechischen Mittelgebirge und tritt sympatrisch mit der nah verwandten Art Haasea flavescens auf, ist jedoch im Gegensatz zu dieser nicht alpin verbreitet. Das Verbreitungsgebiet von H. germanica liegt innerhalb des größeren Areals von H. flavescens. Eine Erklärung dafür könnte sein, dass es während der Eiszeit durch eine zeitweise geografische Isolation eines Teilareals von H. flavescens zur Artbildung und damit zur „Entstehung“ von H. germanica kam. Die Angabe eines Vorkommens in Rumänien wird angezweifelt.
In Deutschland gilt die Art als extrem selten (R).

## Lebensraum
In Sachsen lebt die Art in Erlenwäldern kühl-feuchter Täler, in Bayern ebenfalls in Fichtenforsten und Höhlen. In Thüringen ist die Art auch neben anderen Lebensräumen aus Höhlen bekannt. Die nur in den Mittelgebirgen vorkommende Art findet sich in ihren Lebensräumen im Laub, unter Steinen und unter Rinde alter Stubben.

## Lebensweise
Die meisten Funde der Art stammen aus dem Spätsommer oder Herbst.

## Taxonomie
Die Art wurde 1901 von Karl Wilhelm Verhoeff als Orobainosoma germanicum erstbeschrieben. Die Gattung Haasea besteht aus knapp 20 Arten und bildet die Unterfamilie Haaseinae innerhalb der Familie Haaseidae, zu der noch die Unterfamilie Hylebainosomatinae mit den Gattungen Hylebainosoma und Xylophageuma gehört.